# José Antonio Vizcarra
José Antonio Vizcarra est un soldat mexicain et gouverneur de Santa Fe du Nouveau-Mexique de 1822 à 1823. Il mena une expédition en 1823 contre les Navajos.